# Calluga grammophora
Calluga grammophora är en fjärilsart som beskrevs av Louis Beethoven Prout 1958. Calluga grammophora ingår i släktet Calluga och familjen mätare. Inga underarter finns listade i Catalogue of Life.